# Ben Gibson
Benjamin James "Ben" Gibson (Nunthorpe, Anglia, 1993. január 15. –) angol labdarúgó, a Stoke City játékosa.

## Pályafutása

### Middlesbrough
Gibson Middlesbrough egyik elővárosában, Nunthorpe-ban született. 12 éves korában került a Middlesbrough ifiakadémiájára, ahol tagja volt annak a csapatnak, mely 2008-ban megnyerte a Nike Cupot. 2010. július 1-jén megkapta első profi szerződését a csapattól. Az első csapatban 2011. április 25-én debütált, csereként beállva a Coventry City ellen. A szezon során nem kapott több lehetőséget a felnőttcsapatban, de a tartalékokat csapatkapitányként bajnoki címhez segítette.
2011. augusztus 2-án három hónapra kölcsönvette a negyedosztályú Plymouth Argyle. Később 2012. január 29-ig meghosszabbították a kölcsönszerződését, de a Middlesbrough idő előtt, november 30-án visszahívta magához. Február 9-én a szezon végéig kölcsönvette az ötödosztályú York City. Jó kezdés után egy Cambridge United elleni mérkőzésen kiállították, ami miatt a következő négy meccsen nem játszhatott, eltiltás miatt. Tagja volt annak a csapatnak, mely 2012. május 12-én legyőzte a Newport Countyt az FA Trophy döntőjében, a Wembley Stadionban. Nyolc nappal később ismét pályára léphetett a Wembleyben, ezúttal az ötödosztály rájátszásának döntőjében, melyet a York 2-1-re megnyert a Luton Town ellen.
2012. augusztus 14-én a harmadosztályú Tranmere Rovers egy hónapra kölcsönvette. Később 2013 januárjáig meghosszabbították a maradását, de decemberben combközelítő izom sérülést szenvedett. 2012. december 18-án új, négy évre szóló szerződést kötött a Middlesbrough-val. 2018. augusztus 5-én csatlakozott a Burnley csapatához. 2020. szeptember 4-én egy évre került kölcsönbe a Norwich City csapatához.
2024. június 7-én három évre szerződtette a Stoke City csapata.

### A válogatottban
Gibson szerepelt az U17-es, az U18-as, az U20-as és az U21-es angol válogatottban is. Tagja volt annak az U17-es csapatnak, mely 2009-ben megnyerte a Nordic Cupot, a döntőben gólt is szerzett Skócia ellen. Később a 2010-es U17-es Eb-t megnyerő csapatban is játszott.
Az U21-es válogatottban 2014. október 10-én, egy Horvátország elleni U21-es Eb-selejtezőn mutatkozott be. Első gólját 2015. június 11-én, Fehéroroszország ellen szerezte, beállítva az 1-0-s végeredményt. A 2015-ös U21-es Eb-n mindhárom csoportmeccset végigjátszotta, de nem tudta megakadályozni az angolok kiesését.

## Magánélete
Gibson nagybátyja, Steve Gibson üzletember, aki jelenleg a Middlesbrough elnöke és tulajdonosa.

## Sikerei, díjai

### York City
- A Conference National bajnoka: 2011/12[9]
- Az FA Trophy győztese: 2012[9]

### Middlesbrough
- A Football League Championship második helyezettje: 2015/16[25]

## Külső hivatkozások
- Ben Gibson pályafutásának statisztikái a Soccerbase oldalon (angolul)